# Jochen Land
Jochen Land (* 4. Januar 1977) ist ein deutscher Motorsportteam-Inhaber und ehemaliger Automobilrennfahrer.
Das Team Land Motorsport wird von seinem Vater Wolfgang Land und ihm geführt.

## Karriere
Jochen Land begann Mitte der 1990er Jahre in der Deutschen Formel BMW seine Rennfahrerkarriere. Dort fuhr er von 1995 bis 1997 und erreichte in seinen beiden letzten Jahren in dieser Rennserie jeweils den vierten Platz in der Gesamtwertung.
1998 wechselte er in den Porsche Carrera Cup Deutschland und belegte mit dem 8. Rang zugleich seine beste Saisonwertung in dem Markenpokal. Er fuhr bis 2001 alle nachfolgenden Jahre in der Rennserie – konnte das Jahresergebnis von 1998 nicht mehr verbessern. 2003 und 2004 trat er noch zu einem Gaststart im Carrera Cup an.
1995 gründete Jochen Land zusammen mit seinem Vater das Team Land Motorsport. Der bislang größte Erfolg des Teams war der Gewinn der Fahrer- und der Teamwertung der ADAC GT Masters 2016.